# Lithobates capito
Lithobates capito es una especie de anfibio anuro de la familia Ranidae.

## Distribución geográfica
Esta especie es endémica del este de los Estados Unidos. Habita:
- en el sureste de Carolina del Norte;
- en el este de Carolina del Sur;
- en el sur de Georgia;
- en Florida;
- en el sur y centro de Alabama;
- en el extremo sur de Misisipi;
- en el centro de Tennessee.[4]

## Descripción
Esta especie mide de 51 a 102 mm.

## Publicación original
- LeConte, 1855 : Descriptive catalogue of the Ranina of the United States. Proceedings of the Academy of Natural Sciences of Philadelphia, vol. 7, p. 423-431[5]